# Borne fleurdelysée no 34 (Rampillon)
La borne fleurdelysée no 34 est un monument situé à Rampillon, en France.

## Description
Le monument est conservé  à Rampillon, sur la route nationale 19.

## Historique
La borne a été érigée au XIXe siècle.
Le monument est classé au titre des monuments historiques depuis le 24 avril 1964.